# イギリスの行政機関
イギリスの行政機関（イギリスのぎょうせいきかん）では、イギリスの行政を担当する行政機関について述べる。
イギリス政府は、複数の省 (Ministry) で行政を分担し、各省の職員は、閣内大臣および閣外大臣 (Minister) を通じて政治的な説明責任を負う。
大臣省（Ministerial departments）と呼ばれる各省の長たる大臣は、内閣を構成する閣僚たる閣内大臣であり、数名の下級大臣（閣外大臣）から成るチームによる支援を受ける。また、閣内大臣のほとんどは国務大臣（Secretaries of State）として知られる。いずれの大臣も、直接に政治的な監督を必要とする問題に対処する。各省の事務は、事務次官 (Permanent secretary) として知られる上級公務員によって管理される。
長が大臣でない、非内閣構成省庁 (Non-ministerial government department) は、法執行・取締や査察・立入検査その他の一般的に直接の政治的な監督が不要ないし不適切と判断される問題に対処し、政府の施策を執行する。また、その長には、事務次官 (Permanent secretary) や第二事務次官 (Second permanent secretary) その他の上級公務員が就き、議会に対して説明責任を負う大臣を通じて大臣省と関連付けられつつ、その時々の政府の政治的な構成によらず、政治的な干渉から保護されながら、全般的に様々な段階で政治的な公平性・中立性の保持を要求される。
その他の大臣省に付随する行政組織としては、エグゼクティブ・エージェンシー (Executive agency) 、政府外公共機関 (Non-departmental public body) や、準独立公共機関 (Quango) があり、いずれも省と一定の距離を置きながら自立して行政を運営し、特定の単一ないし複数の省からの監督および資金の提供を受けながら戦略的な政策を推進する。

## イギリスの行政機関一覧
以下は、2021年10月末現在（第2次ジョンソン内閣）のイギリスの行政機関をアルファベット順に並べた一覧である。（太字は、閣内大臣を長とする）。
| 機関名                                   | 機関名                                                  | 英称                                                              | 長の名称 |
| ---------------------------------------- | ------------------------------------------------------- | ----------------------------------------------------------------- | -------- |
| 内閣                                     | 内閣                                                    | Cabinet                                                           | 首相     |
|                                          | 法務長官府                                              | Attorney General's Office                                         | 法務長官 |
| 内閣府                                   | Cabinet Office                                          | 内閣府担当大臣                                                    |          |
| ビジネス・エネルギー・産業戦略省         | Department for Business, Energy and Industrial Strategy | ビジネス・エネルギー・産業戦略大臣                                |          |
| 住宅・コミュニティ・地方自治省           | Ministry of Housing, Communities and Local Government   | 住宅・コミュニティ・地方自治大臣                                  |          |
| デジタル・文化・メディア・スポーツ省     | Department for Digital, Culture, Media and Sport        | デジタル・文化・メディア・スポーツ大臣                            |          |
| 教育省                                   | Department for Education                                | 教育大臣                                                          |          |
| 環境・食糧・農村地域省                   | Department for Environment, Food and Rural Affairs      | 環境・食料・農村地域大臣                                          |          |
| 国際貿易省                               | Department for International Trade                      | 国際貿易大臣                                                      |          |
| 運輸省                                   | Department for Transport                                | 運輸大臣                                                          |          |
| 労働・年金省                             | Department for Work and Pensions                        | 労働・年金大臣                                                    |          |
| 保健省                                   | Department of Health                                    | 保健大臣                                                          |          |
| 外務・英連邦・開発省                     | Foreign,Commonwealth and Development Office             | 外務・英連邦・開発大臣                                            |          |
| 大蔵省                                   | His Majesty's Treasury                                  | 財務大臣                                                          |          |
| 内務省                                   | Home Office                                             | 内務大臣                                                          |          |
| 国防省                                   | Ministry of Defence                                     | 国防大臣                                                          |          |
| 司法省                                   | Ministry of Justice                                     | 司法大臣、大法官                                                  |          |
| 北アイルランド省                         | Northern Ireland Office                                 | 北アイルランド大臣                                                |          |
| スコットランド法務官府                   | Office of the Advocate General for Scotland             | スコットランド法務官                                              |          |
| 庶民院院内総務室                         | Office of the Leader of the House of Commons            | 庶民院院内総務                                                    |          |
| 貴族院院内総務室                         | Office of the Leader of the House of Lords              | 貴族院院内総務                                                    |          |
| スコットランド省                         | Scotland Office                                         | スコットランド大臣                                                |          |
| 英国輸出信用保証庁                       | UK Export Finance                                       | 輸出信用保証長官                                                  |          |
| ウェールズ省                             | Wales Office                                            | ウェールズ大臣                                                    |          |
| イングランド及びウェールズ慈善事業委員会 | イングランド及びウェールズ慈善事業委員会                | Charity Commission for England and Wales                          |          |
| 競争・市場庁                             | 競争・市場庁                                            | Competition and Markets Authority                                 |          |
| 検察庁                                   | 検察庁                                                  | Crown Prosecution Service                                         |          |
| 食品基準庁                               | 食品基準庁                                              | Food Standards Agency                                             |          |
| 森林委員会                               | 森林委員会                                              | Forestry Commission                                               |          |
| 政府アクチュアリー庁                     | 政府アクチュアリー庁                                    | Government Actuary's Department                                   |          |
| 政府法務局                               | 政府法務局                                              | Government Legal Department                                       |          |
| 土地登記所                               | 土地登記所                                              | His Majesty's Land Registry                                       |          |
| 歳入関税庁                               | 歳入関税庁                                              | His Majesty's Revenue and Customs                                 |          |
| 国立公文書館                             | 国立公文書館                                            | The National Archives                                             |          |
| 国家犯罪対策庁                           | 国家犯罪対策庁                                          | National Crime Agency                                             |          |
| 国民貯蓄投資機構                         | 国民貯蓄投資機構                                        | National Savings and Investments                                  |          |
| 教育水準局                               | 教育水準局                                              | Office for Standards in Education, Children's Services and Skills |          |
| ガス・電力市場規制局                     | ガス・電力市場規制局                                    | Office of Gas and Electricity Markets                             |          |
| 資格・試験監査機関                       | 資格・試験監査機関                                      | Office of Qualifications and Examinations Regulation              |          |
| 鉄道道路局                               | 鉄道道路局                                              | Office of Rail and Road                                           |          |
| 陸地測量局                               | 陸地測量局                                              | Ordnance Survey                                                   |          |
| 連合王国最高裁判所                       | 連合王国最高裁判所                                      | Supreme Court of the United Kingdom                               |          |
| 英国統計機構                             | 英国統計機構                                            | UK Statistics Authority                                           |          |
| 貿易投資総省                             | 貿易投資総省                                            | UK Trade & Investment                                             |          |
| 水道事業規制局                           | 水道事業規制局                                          | Water Services Regulation Authority                               |          |

## 廃止・統合された省
- 北部省（Northern Department） - 1660年に設立。1782年に内務省と外務省に改組。
- 南部省（Southern Department） - 1660年に設立。1782年に内務省と外務省に改組。
- 財務省（Exchequer） - 12世紀に設立。1834年に大蔵省に吸収され廃止。
- インディアン省（英語版）（Indian Department） - 1755年に設立。北米先住民に関する事項を扱った。1860年にカナダ総督府に吸収され廃止。
- 造営省（英語版）（Office of Works） - 1378年に設立。1940年に整備省に改組。
- 内国安全省（英語版）（Ministry of Home Security） - 1939年に設立。民間防衛などを扱った。1945年に内務省に吸収され廃止。
- 航空機生産省（Ministry of Aircraft Production） - 1940年に設立。1945年に軍需省に吸収され廃止。
- 生産省（英語版）（Ministry of Production） - 1942年に設立。1945年に軍需省に吸収され廃止。
- 情報省（英語版）（Ministry of Information） - 1940年に設立。1946年に首相府に吸収され廃止。
- 兵站省（英語版）（Ministry of War Transport） - 1941年に設立。1946年に運輸省に改組。
- インド省（India Office） - 1858年に設立。1947年にインドとパキスタンが独立したことにより廃止。
- ビルマ省（英語版）（Burma Office） - 1937年に設立。1947年にビルマが独立したことにより廃止。
- 自治領省（Dominions Office） - 1925年に設立。1947年に連邦関係省に改組。
- 食糧省（英語版）（Ministry of Food） - 1939年に設立。1955年に農業・水産・食糧省に吸収され廃止。
- 軍需省（Ministry of Supply） - 1939年に設立。1959年に国防省に吸収され廃止。
- 戦争省（War Office） - 1684年に設立。1964年に国防省に吸収され廃止。
- 海軍省（Admiralty） - 15世紀に設立。1964年に国防省に吸収され海軍委員会に改組された。
- 空軍省（Air Ministry）- 1918年に設立。1964年に国防省に吸収され廃止。
- 科学産業研究省（英語版）（Department of Scientific and Industrial Research） - 1915年に設立。1965年に技術省に吸収され廃止。
- 連邦関係省（英語版）（Commonwealth Relation Office） - 1947年に設立。1966年に植民地省と合併し連邦省となった。
- 植民地省（Colonial Office） - 1854年に設立。1966年に連邦関係省と合併し連邦省となった。
- 航空省（Ministry of Aviation） - 1959年に設立。軍用航空以外の航空部門を扱った。1967年に技術省に吸収され廃止。
- 外務省（Foreign Office） - 18世紀に設立。1968年に連邦省と合併し外務・英連邦省となった。
- 年金保険省（英語版）（Ministry of Pensions and National Insurance） - 1953年に設立。1968年に保健省と合併し保健福祉省となった。
- 連邦省（英語版）（Commonwealth Office） - 1966年に設立。1968年に外務省と合併し外務・英連邦省となった。
- 動力省（Ministry of Power） - 1942年に設立。1969年に技術省に吸収され廃止。
- 郵政省（英語版）（General Post Office） - 1660年に設立。1969年に廃止。
- 商務省（Board of Trade） - 1622年に設立。正式名称は「商務および外国植民地に関連するすべての事項を検討するために指名された枢密院の委員会庁」と言った。1970年に技術省と合併し通商産業省となった。2017年に再編され、現在は「商務庁」として残る。
- 住宅・地方自治省（英語版）（Ministry of Housing and Local Government） - 1943年に設立。1970年に環境省に改組。
- 技術省（Ministry of Technology） - 1964年に設立。1970年に通商産業省に吸収され廃止。
- 物価・消費者保護省（英語版）（Department of Prices and Consumer Protection） - 1974年に設置。1979年に通商産業省に吸収され廃止。
- 保健福祉省（英語版）（Department of Health and Social Security） - 1968年に設立。1988年に保健省と福祉省に分割され廃止。
- エネルギー省（Ministry of Energy） - 1974年に設立。1992年に通商産業省と環境省に分割・吸収され廃止。
- 整備省（英語版）（Ministry of Works） - 1940年に設立。1962年に公共建築・整備省と改称。1996年に廃止。
- 環境省（英語版）（Department of the Environment） - 1970年に設立。1997年に運輸省と合併し環境・運輸・地域省となった。
- 福祉省（英語版）（Department of Social Security） - 1988年に設立。2001年に労働・年金省に吸収され廃止。
- 農漁業食糧省（英語版）（Ministry of Agriculture, Fisheries and Food） - 1889年に設立。2002年に環境・運輸・地域省と合併し環境・食糧・農村地域省となった。
- 環境・運輸・地域省（英語版）（Department of the Environment, Transport and the Regions） - 1997年に設立。2002年に農業・水産・食料省と合併し環境・食糧・農村地域省となった。
- 通商産業省（英語版）（Department of Trade and Industry） - 1970年に設立。2007年にビジネス・企業・規制改革省とイノベーション・大学・技能省に分割され廃止。
- 憲法事項省（英語版）（Department for Constitutional Affairs） - 2003年に設立。2007年に内務省の一部を吸収して司法省に改組された。
- 教育・技能省（英語版）（Department for Education and Skills） - 2001年に設立。2007年に青少年・教育・家庭省に改組された。
- イノベーション・大学・技能省（英語版）（Department for Innovation, Universities and Skills） - 2007年に設立。2009年に青少年・教育・家庭省とビジネス・イノベーション・技能省に分割・吸収され廃止。
- ビジネス・企業・規制改革省（英語版）（Department for Business, Enterprise and Regulatory Reform） - 2007年に設立。2009年にビジネス・イノベーション・技能省に改組。
- 青少年・教育・家庭省（英語版）（Department for Children, Schools and Families） - 2007年に設立。2010年に教育省などに改組された。
- エネルギー・気候変動省（Department of Energy and Climate Change）- 2008年設立。2016年に統合され ビジネス・エネルギー・産業戦略省となる。
- ビジネス・イノベーション・技能省（Department for Business, Innovation and Skills）- 2009年に設立。2016年に統合されビジネス・エネルギー・産業戦略省となる[4]。
- 外務・英連邦省（Foreign and Commonwealth Office） - 1968年に設立。2020年に国際開発省と合併し外務・英連邦・開発省となった。
- 国際開発省（Department for International development） - 1997年設立。2020年に外務・英連邦省と合併し外務・英連邦・開発省となった。
- 欧州連合離脱省（Department for Exiting the European Union）- 2016年設立。2020年にEU離脱が完了したことにより廃止。
- 復興省（英語版）（Ministry of Reconstruction） - 第一次・第二次世界大戦後の短期間存在した。